# Памятник детям войны (Витебск)
Памятник детям войны (бел. Помнік дзецям вайны) — памятник детям военных лет в Витебске, Белоруссия.
Открыт в Витебске 25 июня 2011 года в рамках празднования Дня города. В церемонии открытия памятника приняли участие председатель Витебского горисполкома Виктор Николайкин, председатель Витебского городского Совета депутатов Николай Смунев и глава администрации Октябрьского района Витебска Геннадий Гребнев.
Находится в парке Партизанской славы имени Миная Шмырёва (бывший Парк им. Ленина). Автор монумента — витебский скульптор Валерий Могучий.
Памятник представляет собой фигуры мальчика-подростка и маленькой девочки, сидящих на ступенях разрушенного дома. В руках у мальчика краюха хлеба, которую он отдаёт девочке. В основании памятника бронзовая призма с надписью: «ДЕТЯМ ВОЙНЫ». Монумент расположен на постаменте, выполненном из красного и серого гранита. Площадка вокруг памятника выложена тротуарной плиткой. Возле монумента проводятся различные торжественные мероприятия, посвящённые Великой Отечественной войне.
Белорусский поэт Владимир Ермакович посвятил этому памятнику такие строки:

«Где мальчик голодный, одетый в обноски,

Свой хлеба кусочек сестре отдает.

Пусть памятник этот скорбящий, неброский,

Для помнящих всех обелиском встает».